# スリップ (衣類)

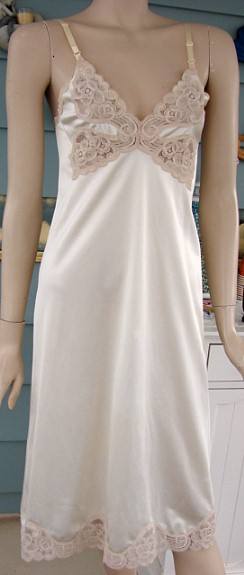
スリップ

スリップ（英語: slip）は、女性用ランジェリーの一種で、肩から吊るして胸部から腰ないし膝下までをカバーする。主に、衣類のすべりを良くし、外衣で皮膚がすれたり、外衣が汗で汚れたりするのを防ぐ。また、「透け感」のある外衣の下に着用して、過剰な露出を避けるためにも利用する。スリップ丈は、外衣より5cm程度短くして、外にはみでないようにするのが普通とされる。この他、下着のスリップと類似した形状のドレス、あるいはドレス的なテイストを持つスリップをスリップドレスと呼ぶこともある。キャミソールとの違いは長さで、実際にロング‐キャミソールはスリップと特別な相異点はない。

## スリップの分類
スリップには、以下のバリエーションがある。

### 上半身の特徴による分類
- スリップ:  細い肩紐（ストラップ、strap）で吊るす標準的なもの。
- ラウンドスリップ:　肩紐にあたる部分は、胸部の身ごろを上に伸ばしてタンクトップのようにしたもの。
- ブラスリップ: 胸部にカップを成型してブラジャー機能をもつもの。

### 裾の長さによる分類
- ミニスリップ:　裾が膝の上、大腿あたりまでの短いもの。
- ロングスリップ:　裾が膝の下まである長いサイズのもの。

### 素材などによる分類
- 切り替えスリップ:　上半身を綿素材、スカート部分にナイロン系の素材を採用したもの。ラン型、3部袖、8部袖などがある。
- ジュニアスリップ:　切り替えスリップと同じタイプで小中学生用に作られたもの。

### 英語圏での分類
- ハーフスリップ (half slip):　日本で言うところのペティコート（アンダースカート）のことで、スカート部のみのもの。
- フルスリップ (full slip):　日本で言うところのスリップ（上半身まであるもの）。

このほか、英語圏では、肩紐タイプやタンクトップ状の襟を持つネグリジェ (nightgown) をスリップに含める場合がある。

## スリップの身生地
身生地は多岐に渡るが、すべり感のあるナイロン、ポリエステル、キュプラのトリコットを主体にする。繊細なテーストのものは、ジョーゼット、チュールネット、オーガンジー、サテン、シルクなどの「透け感」や光沢感のある素材にレースやリボンなどの装飾を施す。また、スリムなフィット感を求める場合は、ファンデーションと同様に、ポリウレタンやパワーネットなどの伸縮性の高い生地を併用する。
スリップ形状であっても下着色が薄くカジュアルテーストの強いものは、アウター調インナーとして、重ね着で下からのぞかせることができる。身生地としては、天竺、ストレッチ天竺、フライスなどが用いられる。
また、プリント柄では、発色の鮮明さと光沢感を重視して、ストレッチサテンなどを用いることもある。

## 上衣としてのスリップドレス
キャミソールドレスと同様に袖なしで細い肩紐をもち、切り替えのないのスリムラインのドレスをスリップドレスと呼ぶことがある。フォーマルなものでは、肩から背中にかけて、露出度が高い。背中や（左）脇下にチャックをもち、それを引き上げて着用するタイプが多い。肩紐で吊るすタイプの上衣であっても、直線的な裁ち方で落ち感のないもの、プリント柄などカジュアル性の高いもの、子供用のものなどは、通常、サンドレスとして区別される。

## 一覧

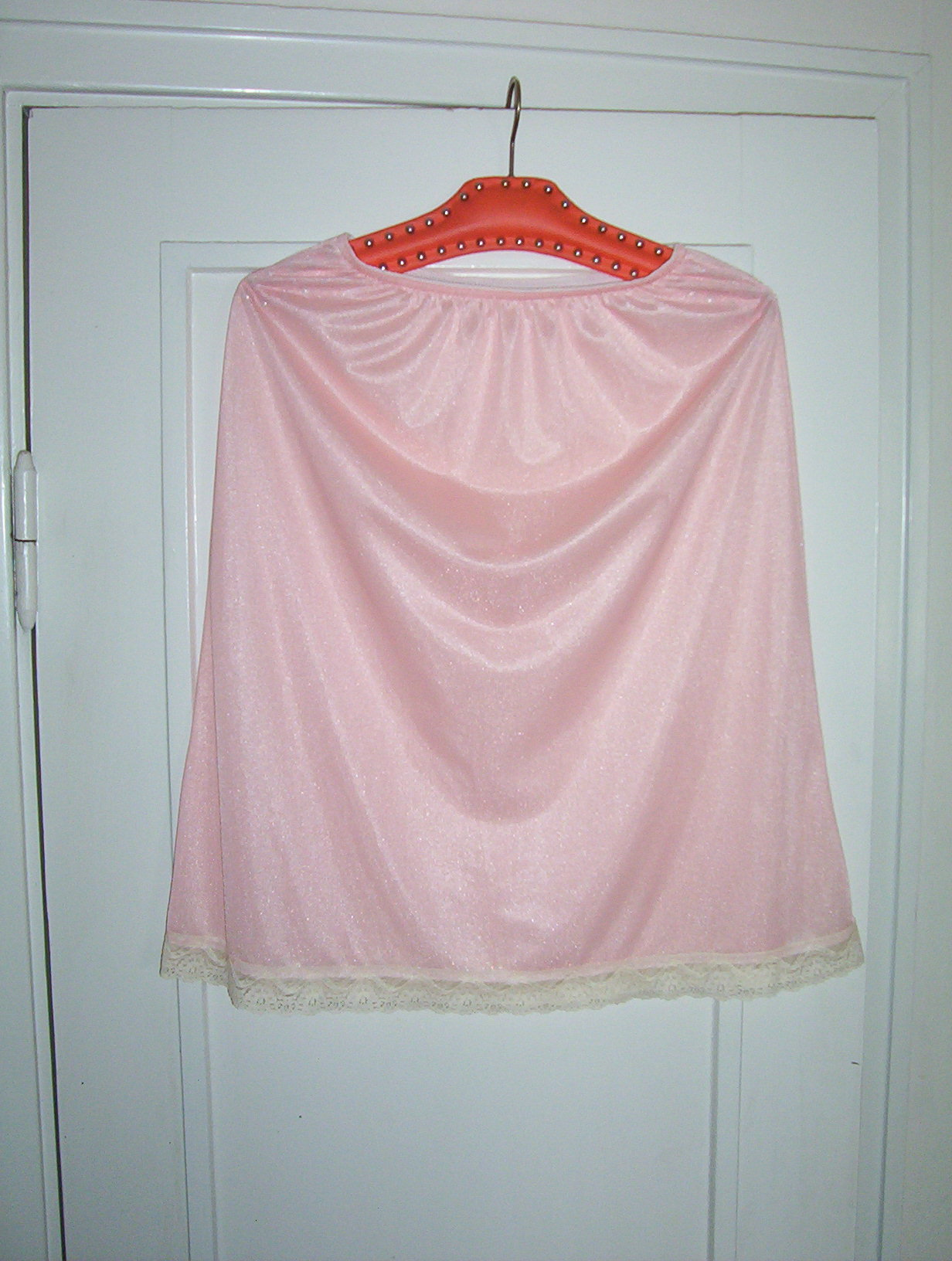
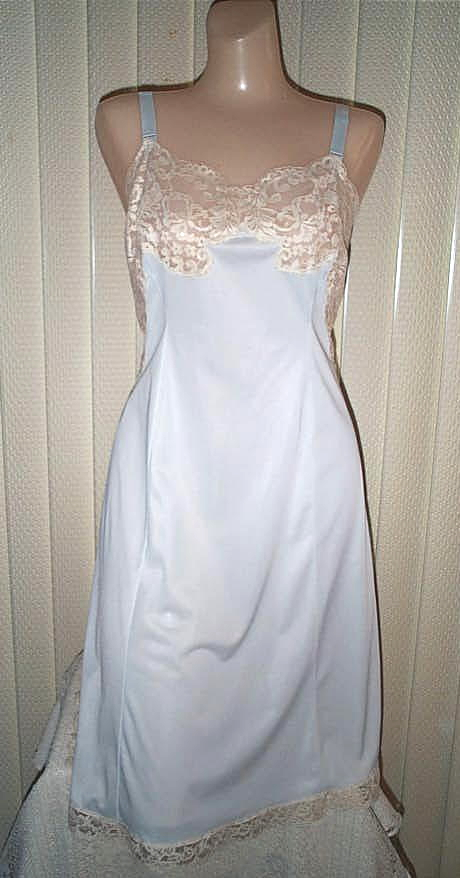
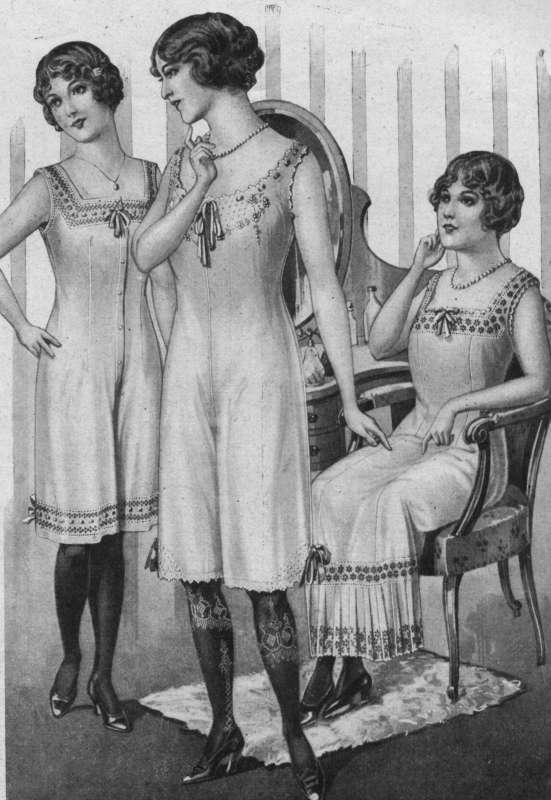
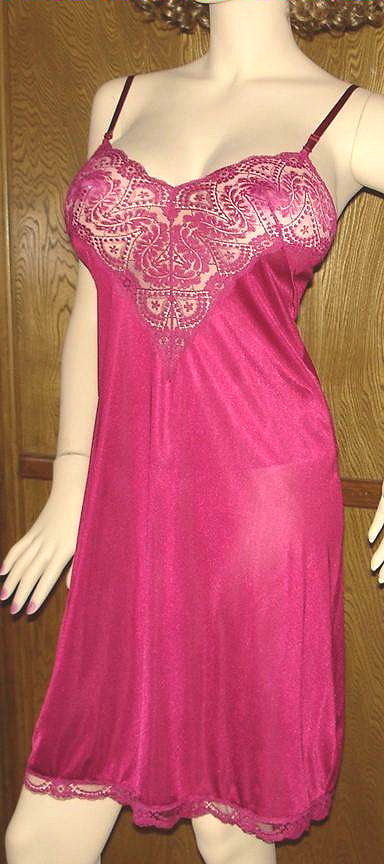
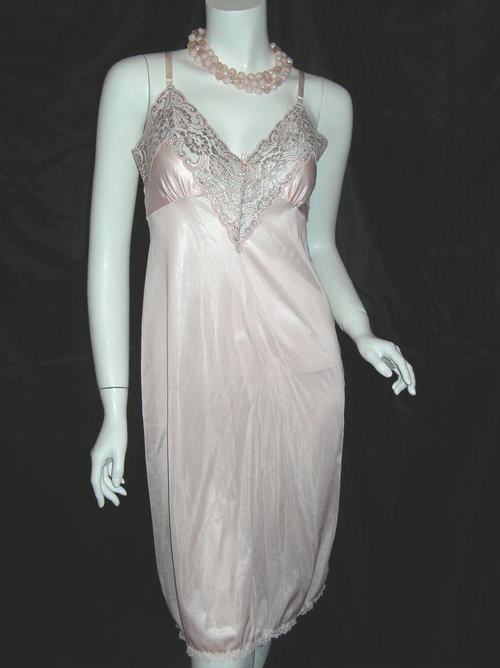